# Uvaria chariensis
Uvaria chariensis är en kirimojaväxtart som beskrevs av Auguste Jean Baptiste Chevalier. Uvaria chariensis ingår i släktet Uvaria och familjen kirimojaväxter. Inga underarter finns listade i Catalogue of Life.